# Битва при Герговії
Битва при Герговії — битва, яка відбулась в 52 році до н. е. близько галльського міста Герговія між римською армією під командуванням Юлія Цезаря, та галльським вояцьким союзом під керівництвом Веркінгеторікса, сина Кельтілли, також був вождем Арвернів. 

## Передумови
Битва виникла в рамках Галльської війни, розпочатої Юлієм Цезарем у 58 році до нашої ери. Цей затяжний конфлікт послужив Цезарю, який тоді був провінційним консулом і видатним політичним діячем, засобом реалізувати свої військові амбіції та підвищити свій престиж у Римській республіці. З огляду на забезпечення перемог і зміцнення свого становища, Цезар прагнув підкорити Галлію та забезпечити захист кордонів Римської імперії. 
Крім того, регіональне суперництво та конфлікти за ресурси зіграли значну роль в ескалації бойових дій. Опір Веркінгеторікса та його бажання об’єднати галльські племена проти римської експансії ще більше розпалили конфлікт. Більше того, внутрішні розбіжності всередині галльських племен та їхня складна мережа альянсів посилювали небезпечну ситуацію. Соціально-культурні чинники, включаючи почуття ідентичності, незалежності та бажання протистояти римському пануванню, також сприяли спалаху битви.
Таким чином, битва при Герговії була критичним моментом у цій кампанії, яка характеризувалася своїм стратегічним значенням і взаємодією різних факторів, кульмінацією яких стало зіткнення між римськими та галльськими силами.

## Хід битви

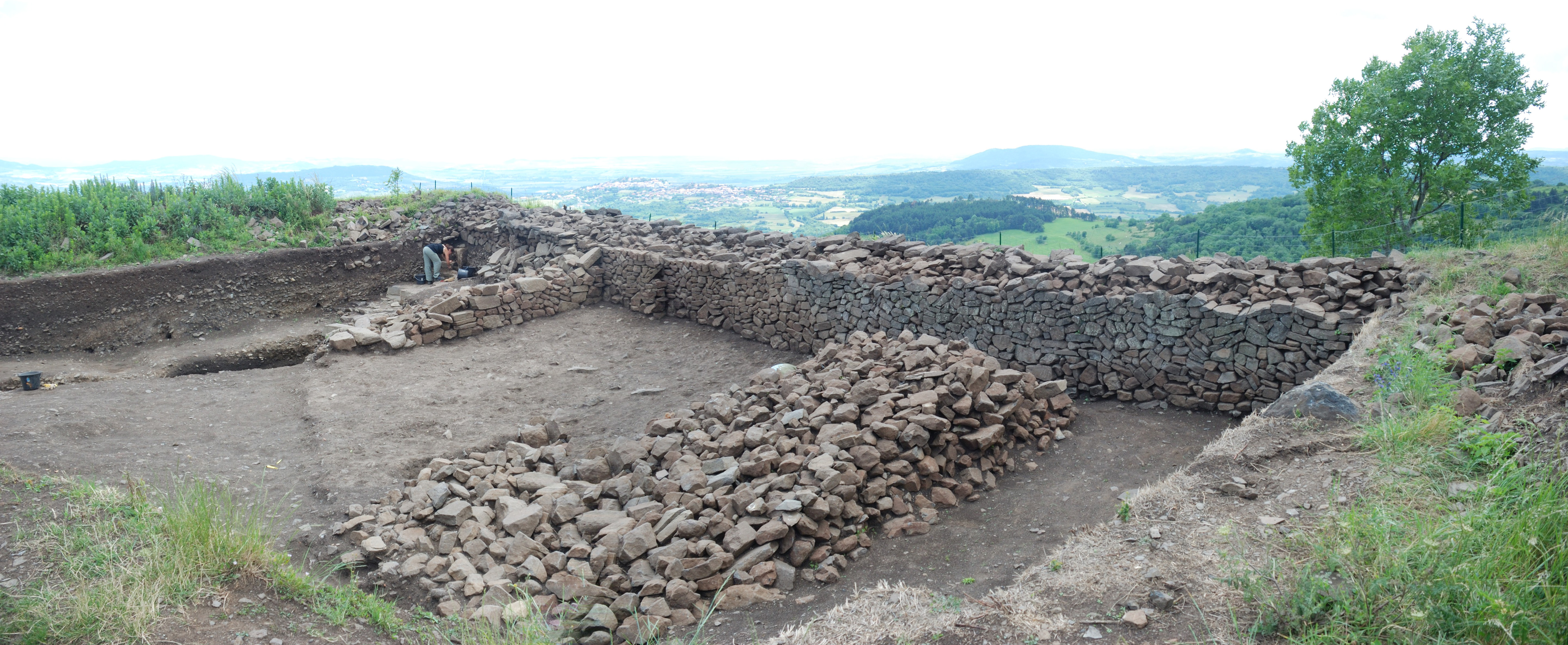
Розкопки міста Герговія

### Перша фаза
Під час кампанії 52 року до н. е. Юлій Цезар вирушив в країну едуїв. Вирішивши питання про керівництво цим племенем, Цезар почав переслідувати повсталу армію галлів. Знаючи про сили противника, він розділив свої війська: Тіт Лабієн на чолі чотирьох легіонів (IV, VI, VII, XII) і половини кінноти рушив проти сенонів та їхніх парижан. Сам проконсул на чолі кінноти, що залишилася, і шість легіонів (VIII, IX, X, XIII, XV і легіон, запозичений у Помпея, загалом близько 25 000 чоловік ) слідував за армією Веркінгеторікса прямо до Герговії. Римська армія просувалась правим берегом річки Елавер (сьогодні Альє), до її витоків. Щоб не дати римлянам перетнути річку, Веркінгеторікс наказав зруйнувати всі мости на річці, йдучи паралельно римлянам з іншого боку річки. Але завдяки хитромудрості, Цезарю вдалося перетнути річку, що спонукало галлів відступити до головного опору Арверні – Герговії. Ця ситуація дуже влаштовувала Цезаря, тому що, навчений досвідом, отриманим у попередніх кампаніях, він розраховував на те, що галли, замкнені, матимуть обмежений простір для маневру, і знаючи перевагу римлян у здатності завойовувати галльські фортеці , він уже бачив себе завойовником міста і переможцем галльської армії.
Через п'ять днів після перетину річки Елавер Цезар зупинився в Герговії. Місто було розташоване на висоті 774 метри над рівнем моря і мало круті схили, особливо з північного та східного боків. Різниця в рівнях майже в 300 метрів зробила місце неприступним. Після ретельного огляду місцевості згідно з правилами римської армії, на південно-східній стороні був розкинутий табір, а потім, за наказом Цезаря, були викопані укріплення з метою оперезати Герговію лінією дамб і рови, які б відрізали галлів від глибинки. З цією метою він розмістив табір легіону найближче до укріплень Герговії, можливо, на пагорбі Шантург. Зненацька римляни також зайняли невеликий галльський табір через кілька днів на сусідньому пагорбі Ла Рош Бланш, розташований на південному схилі гори, на якій стояла Герговія. Таким чином вони частково позбавили захисників доступу до прісної води та їжі . Зважаючи на це, Веркінгеторікс боявся, що римляни можуть оволодіти західним, пологим підходом до міста, де місто було з’єднане сідловиною з навколишніми пагорбами, тому він вирішив укріпити пагорб, побудувавши ще одну стіну, щоб зупинити римлян. На тому ж місці він розкинув свій табір на пагорбах, що оточували Герговію,  дозволяючи своїм вершникам і лучникам постійно переслідувати легіонерів.

### Активна фаза битви
Битва почалася в той день, коли Цезар, оглянувши укріплення, виявив, що існуючі позиції галлів на південному схилі гори були безлюдними.
Тому що, коли він прийшов до меншого табору з метою забезпечення робіт, він помітив, що пагорб, яким володіли вороги, був очищений від людей, хоча в попередні дні його було ледве видно через людей на ньому. – Юлій Цезар , Галльська війна , VII.44
Тому Цезар вирішив скористатися нагодою і негайно розпочав атаку на міські укріплення. Щоб відволікти захисників, Цезар наказав висадити кінний загін і навіть перевдягнув своїх погоничів мулів у вершників, щоб імітувати рух римської армії, яка збиралася штурмувати пагорб із заходу. Маневри було видно як з місця, де галльські воїни будували нову стіну, так і з міста, збентежені жителі якого не знали, як витлумачити ці дії. Після цієї демонстрації один легіон пройшов у повному складі, з прапорами і музикою до пагорба, на якому галли будували укріплення,щоб перекрити річку Клементусат. Потім цей легіон зупинився на краю лісистої долини, щоб забезпечити решту армії, яка збиралася штурмувати Опідум. Усі ці маневри дуже збентежили командування галлів. Веркінгеторікс на основі панічних повідомлень і власних спостережень дійшов висновку, що Цезар насправді хотів атакувати пагорб, де зараз перебували галльські воїни. Тому він рушив свої війська назустріч очікуваній римській атаці. Побачивши пересування галлів, Цезар наказав легіонам, що залишилися, таємно перебратися до невеликого табору. Коли легіони були готові до атаки, Цезар віддав наказ атакувати пагорб, водночас наказавши допоміжним едуйським воїнам рухатися далі. 
Найзапекліші дії відбулись вже пізніше, коли Цезар наказав легіонам марширувати в повній тиші, не віддаючи гучних наказів, тому римське військо було дуже обережним і тихо підходило до стін. Практично беззахисна зовнішня стіна була швидко прорвана досвідченими галльськими обложниками і легіонами завойовників, які зайняли табори трьох племен. Атака римлян була здійснена зненацька, тому частина галлів швидко були розбиті. Однак після цього успіху Цезар почав втрачати контроль над своїми військами. Побачивши, що місто не вдається захистити, легіони кинулися грабувати позиції і штурмувати міську браму, забувши, що інша частина галльської армії знаходиться поруч. Тоді Цезар наказав засурмити в сурми для відступу, але через шум їх почули лише легіонери Десятого легіону, інші не змогли. Тим часом решта легіонів на чолі з 8-м легіоном кинулися до стін міста, ігноруючи накази. У цей момент галли, очікуючи нападу із заходу, атакували фланг римського передового загону. Попереджені солдатами, які тікали з табору на південь від міста, вони атакували тріумфуючу римську армію, що стояла в строю. Коли частина воїнів, яким Цезар дав вказівку прийти на підмогу прибули на поле бою, щоб зупинити наступ галлів, легіонери змушені були відступати, оскільки їх атакували нові вороги з більш високих позицій.

### Остання фаза битви
Через втрату переваги над галльськими військами, Цезар змушений був зняти облогу з міста, що сприйнялось противниками як слабкість і спонукало їх продовжити боротьбу з римськими військами тепер вже з перевагою. Армія Веркінгеторикса отримала величезне підкріплення від нових союзників, що спонукало його використати перевагу та атакувати Цезаря. Веркінгеторікс, маючи велику кінноту, хотів за всяку ціну подолати кінноту Цезаря, однак римська кіннота , підтримана легіонерами, зуміла відбити атаку і змусити армію Веркінгекторікса відступити. Знеохочений невдачею, галльський полководець відійшов до міста Алезія.

## Наслідки
У листах, написаних до Сенату , Цезар визнав втрату 46 центуріонів і близько семисот солдатів. При цьому він поклав відповідальність за поразку на безкарність воїнів, які, на його думку, не виконували наказів, а кинулися грабувати майно галлів. Цезар втратив принаймні дві когорти легіонерів під Герговією. Втрати галлів невідомі, але вони могли бути трохи меншими, ніж у армії Цезаря. Особливо це стосується початкового моменту битви, коли римляни зненацька захопили табір, у якому навколо міста розташувалися галльські воїни.
Після битви при Герговії Цезар був змушений відійти з Галлії. Поразка під Герговією стала серйозним ударом для кампанії Цезаря проти Верцінгеторікса та значною невдачею для його військового завоювання Галлії. Незважаючи на поразку, Цезар зумів перегрупувати свої сили і продовжити похід. Битва при Герговії стала переломним моментом у галльських війнах Цезаря, оскільки вона продемонструвала силу галльського опору та необхідність для Цезаря застосувати більш обережний і методичний підхід у своїй військовій стратегії для досягнення перемоги.

## У музиці
Битві при Герговії присвячена пісня «Gergovia» з альбому 2007 року «My Name Will Live On» італійської Epic Doom Metal групи Doomsword.